# Откормочное
Откормочное (каз. Откормочный) — упразднённое село в Осакаровском районе Карагандинской области Казахстана. Входило в состав Каратомарского сельского округа. Ликвидировано в 2007 году.

## Население
В 1999 году население села составляло 98 человек (56 мужчин и 42 женщины).